# Tinga (football, 1990)
Pour les articles homonymes, voir Tinga.
Luiz Otávio Santos de Araújo, surnommé Tinga, est un footballeur brésilien né le 12 octobre 1990 à Bom Jardim. Il évolue au poste de milieu offensif.

## Biographie
Tinga joue au Brésil, au Japon et en Thaïlande.
Il dispute 60 matchs en première division brésilienne, et sept matchs en Copa Sudamericana.